# Nhamundá
Nhamundá est une municipalité brésilienne de l'État d'Amazonas .